# Давид Свобода
Давид Свобода  (чеськ. David Svoboda, 19 березня 1985) — чеський сучасний п'ятиборець, олімпійський чемпіон.

## Виступи на Олімпіадах
| Олімпіада   | Дисципліна | Місце |
| ----------- | ---------- | ----- |
| Пекін 2008  | особисті   | 29    |
| Лондон 2012 | особисті   | 1     |
| Ріо 2016    | особисті   | 9     |